# Moshi moshi
Moshi moshi (jap. もしもし) ist ein vorwiegend am Telefon verwendetes Grußwort in Japan. Es ist vom Verb mōsu (申す, dt. „(etwas) erzählen“) abgeleitet. 
Zum ersten Mal wurde moshi moshi beim ersten erfolgreichen japanischen Telefonexperiment verwendet und fand danach in der Gesellschaft Verbreitung. Der Ausdruck gehört inzwischen zur japanischen Höflichkeitssprache und wird sowohl vom Angerufenen als auch vom Anrufer verwendet.